# Енді Джеймсон
Енді Джеймсон  (англ. Andy Jameson, 19 лютого 1965) — британський плавець, олімпійський медаліст.

## Виступи на Олімпіадах
| Олімпіада         | Дисципліна                            | Місце |
| ----------------- | ------------------------------------- | ----- |
| Лос-Анджелес 1984 | плавання на 100 метрів, батерфляй     | 5     |
| Лос-Анджелес 1984 | комплексна естафета 4 × 100           | 6     |
| Сеул 1988         | плавання на 100 метрів вільним стилем | 21    |
| Сеул 1988         | естафета 4 × 100 вільним стилем       | 7     |
| Сеул 1988         | плавання на 100 метрів, батерфляй     | 3     |
| Сеул 1988         | комплексна естафета 4 × 100           | 8     |